# Федеріко Чеккеріні
Федеріко Чеккеріні (італ. Federico Ceccherini, нар. 11 травня 1992, Ліворно) — італійський футболіст, центральний захисник клубу «Верона». На правах оренди грає за турецький «Фатіх Карагюмрюк».

## Клубна кар'єра
Народився 11 травня 1992 року в місті Ліворно. Вихованець футбольної школи місцевого однойменного клубу.
У дорослому футболі дебютував 2011 року виступами на умовах оренду за «Пістоєзе», представника Серії D. 2012 року увійшов до складу основної команди «Ліворно», де провів наступні чотири сезони своєї ігрової кар'єри. Більшість часу, проведеного у складі «Ліворно», був основним гравцем захисту команди.
Протягом 2016—2018 років захищав кольори клубу «Кротоне», після чого уклав контракт з «Фіорентиною». 
За два роки, у жовтні 2020 року був орендований «Вероною», яка по завершенні сезону 2020/21 викупила контракт захисника за 3 мільйони євро. Загалом відіграв за веронців три сезони.
Влітку 2023 року разом із партнером по команді Кевіном Лазаньєю перейшов на правах оренди до турецького клубу «Фатіх Карагюмрюк».

## Статистика виступів

### Статистика клубних виступів
Станом на 8 серпня 2023
| Сезон                  | Команда                | Чемпіонат              | Чемпіонат | Чемпіонат | Національний кубок | Національний кубок | Національний кубок | Континентальні кубки | Континентальні кубки | Континентальні кубки | Інші змагання | Інші змагання | Інші змагання | Усього | Усього |
| Сезон                  | Команда                | Ліга                   | Ігор      | Голів     | Ліга               | Ігор               | Голів              | Ліга                 | Ігор                 | Голів                | Ліга          | Ігор          | Голів         | Ігор   | Голів  |
| ---------------------- | ---------------------- | ---------------------- | --------- | --------- | ------------------ | ------------------ | ------------------ | -------------------- | -------------------- | -------------------- | ------------- | ------------- | ------------- | ------ | ------ |
| 2011–12                | «Пістоєзе»             | D                      | 34        | 0         | КІ-D               | 1                  | 0                  | -                    | -                    | -                    | -             | -             | -             | 35     | 0      |
| 2012–13                | «Ліворно»              | B                      | 27+4      | 1+0       | КІ                 | 3                  | 0                  | -                    | -                    | -                    | -             | -             | -             | 34     | 1      |
| 2013–14                | «Ліворно»              | A                      | 32        | 0         | КІ                 | 1                  | 0                  | -                    | -                    | -                    | -             | -             | -             | 33     | 0      |
| 2014–15                | «Ліворно»              | B                      | 27        | 1         | КІ                 | 1                  | 0                  | -                    | -                    | -                    | -             | -             | -             | 28     | 1      |
| 2015–16                | «Ліворно»              | B                      | 32        | 2         | КІ                 | 2                  | 0                  | -                    | -                    | -                    | -             | -             | -             | 34     | 2      |
| Усього за «Ліворно»    | Усього за «Ліворно»    | Усього за «Ліворно»    | 118+4     | 4         |                    | 7                  | 0                  |                      | -                    | -                    |               | -             | -             | 129    | 4      |
| 2016–17                | «Кротоне»              | A                      | 35        | 1         | КІ                 | 1                  | 0                  | -                    | -                    | -                    | -             | -             | -             | 36     | 1      |
| 2017–18                | «Кротоне»              | A                      | 36        | 1         | КІ                 | 0                  | 0                  | -                    | -                    | -                    | -             | -             | -             | 36     | 1      |
| Усього за «Кротоне»    | Усього за «Кротоне»    | Усього за «Кротоне»    | 71        | 2         |                    | 1                  | 0                  |                      | -                    | -                    |               | -             | -             | 72     | 2      |
| 2018–19                | «Фіорентина»           | A                      | 15        | 0         | КІ                 | 2                  | 0                  | -                    | -                    | -                    | -             | -             | -             | 17     | 0      |
| 2019–20                | «Фіорентина»           | A                      | 15        | 0         | КІ                 | 2                  | 0                  | -                    | -                    | -                    | -             | -             | -             | 17     | 0      |
| вер.-жовт. 2020        | «Фіорентина»           | A                      | 3         | 0         | КІ                 | 0                  | 0                  | -                    | -                    | -                    | -             | -             | -             | 3      | 0      |
| Усього за «Фіорентину» | Усього за «Фіорентину» | Усього за «Фіорентину» | 33        | 0         |                    | 4                  | 0                  |                      | -                    | -                    |               | -             | -             | 37     | 0      |
| 2020–21                | «Верона»               | A                      | 25        | 0         | КІ                 | 1                  | 0                  | -                    | -                    | -                    | -             | -             | -             | 26     | 0      |
| 2021–22                | «Верона»               | A                      | 34        | 1         | КІ                 | 1                  | 0                  | -                    | -                    | -                    | -             | -             | -             | 35     | 1      |
| 2022–23                | «Верона»               | A                      | 17        | 2         | КІ                 | 1                  | 0                  | -                    | -                    | -                    | -             | -             | -             | 18     | 2      |
| Усього за «Верону»     | Усього за «Верону»     | Усього за «Верону»     | 76        | 3         |                    | 3                  | 0                  |                      | -                    | -                    |               | -             | -             | 79     | 3      |
| Усього за кар'єру      | Усього за кар'єру      | Усього за кар'єру      | 338+4     | 9         |                    | 16                 | 0                  |                      | -                    | -                    | -             | -             | -             | 352    | 9      |